# Du côté des filles (film)
Pour les articles homonymes, voir Du côté des filles.
Pour plus de détails, voir Fiche technique et Distribution.
Du côté des filles est un film français réalisé par Françoise Decaux-Thomelet et sorti en 2001.

## Fiche technique
- Titre : Du côté des filles
- Réalisation : Françoise Decaux-Thomelet
- Scénario : Françoise Decaux-Thomelet
- Photographie : Michel Sourioux
- Musique : Charlélie Couture
- Montage : Marie-Pierre Renaud
- Pays d'origine :  France
- Durée : 1 h 35 min
- Date de sortie : France - 25 avril 2001

## Distribution
- Clémentine Célarié : Liza
- Sophie Guillemin : Carole
- Catherine Mouchet : Catherine
- Édith Scob : Fanette
- Michel Vuillermoz : Marino
- Marc Citti : Ricky
- Cornélie Statius-Muller : Agnès
- Charly Sergue : le jeune routier
- Antoinette Moya : Maman
- Fred Personne : le père de Liza
- Marie Pillet : la voisine
- Estelle Vincent : la petite serveuse

## Tournage
Le tournage s'est déroulé dans la Drôme (autoroutes, motels et campings dans les environs de Valence et Montélimar), à La Ciotat et dans le Val-d'Oise en novembre et décembre 1999.